# Huis Tulling

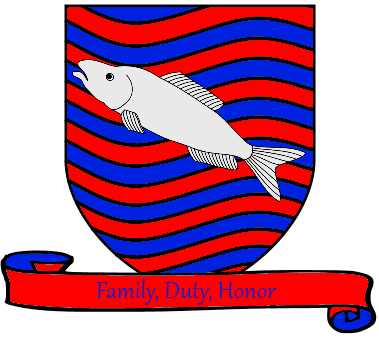
Embleem en motto van Huis Tulling (Geslacht, Plicht, Eer)

Huis Tulling (Tully) is een fictieve familie in George R.R. Martins boekenreeks Het Lied van IJs en Vuur. Huis Tulling is het belangrijkste huis in Rivierenland; de andere huizen in Rivierenland zijn hun vazallen. Hun zetel is in Stroomvliet wat ze al bezitten sinds het Heldentijdperk maar het heeft nooit koningen geleverd. Het wapen van huis Tulling is een springende zilveren forel op een achtergrond van blauw en rood gestreepte banen. Hun motto is "Geslacht, Plicht, Eer".

## Geschiedenis
Het huis Tulling steeg in aanzien en macht tijdens de verovering van de Zeven Koninkrijken door Aegon I Targaryen. Toen Aegon Rivierenland aanviel, was Edmyn Tulling de eerste om tegen Koning Harren van de IJzeren Eilanden te rebelleren en het binnenvallende leger van de Targaryens te steunen. Daarna maakte Aegon Huis Tulling het eerste huis van Rivierenland.

## Stamboom
|  |  |      |      |      |      |      |      |  |  |       |       |       |       |                    |                    |                    |                    |                    |                    |      |      |                       |                       |                       |                       |                       |                       |      |      |        |        |        |        |        |        |        |        |               |               |               |               |               |               |              |              |                         |                         |                         |                         |                         |                         |
|  |  |      |      |      |      |      |      |  |  |       |       |       |       |                    |                    |                    |                    |                    |                    |      |      |                       |                       |                       |                       |                       |                       |      |      |        |        |        |        |        |        |        |        |               |               |               |               |               |               |              |              |                         |                         |                         |                         |                         |                         |
|  |  |      |      |      |      |      |      |  |  |       |       |       |       |                    |                    |                    |                    |                    |                    |      |      |                       |                       |                       |                       |                       |                       |      |      | Hoster | Hoster | Hoster | Hoster | Hoster | Hoster |        |        | Minissa Whent | Minissa Whent | Minissa Whent | Minissa Whent | Minissa Whent | Minissa Whent |              |              | Brynden "De Zwarte Vis" | Brynden "De Zwarte Vis" | Brynden "De Zwarte Vis" | Brynden "De Zwarte Vis" | Brynden "De Zwarte Vis" | Brynden "De Zwarte Vis" |
|  |  |      |      |      |      |      |      |  |  |       |       |       |       |                    |                    |                    |                    |                    |                    |      |      |                       |                       |                       |                       |                       |                       |      |      | Hoster | Hoster | Hoster | Hoster | Hoster | Hoster |        |        | Minissa Whent | Minissa Whent | Minissa Whent | Minissa Whent | Minissa Whent | Minissa Whent |              |              | Brynden "De Zwarte Vis" | Brynden "De Zwarte Vis" | Brynden "De Zwarte Vis" | Brynden "De Zwarte Vis" | Brynden "De Zwarte Vis" | Brynden "De Zwarte Vis" |
|  |  |      |      |      |      |      |      |  |  |       |       |       |       |                    |                    |                    |                    |                    |                    |      |      |                       |                       |                       |                       |                       |                       |      |      |        |        |        |        |        |        |        |        |               |               |               |               |               |               |              |              |                         |                         |                         |                         |                         |                         |
|  |  |      |      |      |      |      |      |  |  |       |       |       |       |                    |                    |                    |                    |                    |                    |      |      |                       |                       |                       |                       |                       |                       |      |      |        |        |        |        |        |        |        |        |               |               |               |               |               |               |              |              |                         |                         |                         |                         |                         |                         |
|  |  |      |      |      |      |      |      |  |  |       |       |       |       | Eddard "Ned" Stark | Eddard "Ned" Stark | Eddard "Ned" Stark | Eddard "Ned" Stark | Eddard "Ned" Stark | Eddard "Ned" Stark |      |      | Catelyn Stark-Tulling | Catelyn Stark-Tulling | Catelyn Stark-Tulling | Catelyn Stark-Tulling | Catelyn Stark-Tulling | Catelyn Stark-Tulling |      |      | Edmar  | Edmar  | Edmar  | Edmar  | Edmar  | Edmar  |        |        | Jon Arryn     | Jon Arryn     | Jon Arryn     | Jon Arryn     | Jon Arryn     | Jon Arryn     |              |              | Lysa Arryn-Tulling      | Lysa Arryn-Tulling      | Lysa Arryn-Tulling      | Lysa Arryn-Tulling      | Lysa Arryn-Tulling      | Lysa Arryn-Tulling      |
|  |  |      |      |      |      |      |      |  |  |       |       |       |       | Eddard "Ned" Stark | Eddard "Ned" Stark | Eddard "Ned" Stark | Eddard "Ned" Stark | Eddard "Ned" Stark | Eddard "Ned" Stark |      |      | Catelyn Stark-Tulling | Catelyn Stark-Tulling | Catelyn Stark-Tulling | Catelyn Stark-Tulling | Catelyn Stark-Tulling | Catelyn Stark-Tulling |      |      | Edmar  | Edmar  | Edmar  | Edmar  | Edmar  | Edmar  |        |        | Jon Arryn     | Jon Arryn     | Jon Arryn     | Jon Arryn     | Jon Arryn     | Jon Arryn     |              |              | Lysa Arryn-Tulling      | Lysa Arryn-Tulling      | Lysa Arryn-Tulling      | Lysa Arryn-Tulling      | Lysa Arryn-Tulling      | Lysa Arryn-Tulling      |
|  |  |      |      |      |      |      |      |  |  |       |       |       |       |                    |                    |                    |                    |                    |                    |      |      |                       |                       |                       |                       |                       |                       |      |      |        |        |        |        |        |        |        |        |               |               |               |               |               |               |              |              |                         |                         |                         |                         |                         |                         |
|  |  |      |      |      |      |      |      |  |  |       |       |       |       |                    |                    |                    |                    |                    |                    |      |      |                       |                       |                       |                       |                       |                       |      |      |        |        |        |        |        |        |        |        |               |               |               |               |               |               |              |              |                         |                         |                         |                         |                         |                         |
|  |  | Robb | Robb | Robb | Robb | Robb | Robb |  |  | Sansa | Sansa | Sansa | Sansa | Sansa              | Sansa              |                    |                    | Arya               | Arya               | Arya | Arya | Arya                  | Arya                  |                       |                       | Bran                  | Bran                  | Bran | Bran | Bran   | Bran   |        |        | Rickon | Rickon | Rickon | Rickon | Rickon        | Rickon        |               |               | Robert Arryn  | Robert Arryn  | Robert Arryn | Robert Arryn | Robert Arryn            | Robert Arryn            |                         |                         |                         |                         |

## Tullings inHet Lied van IJs en Vuur

### Hoster
Heer van Stroomvliet en Overheer van Rivierenland, Hoster Tulling is een oude, zieke man, die door decennium-oude spijt wordt verscheurd. Hij was zeer geraakt door de dood van zijn vrouw en werd nooit meer de oude. In zijn jeugd was hij lang en breed, maar door ziekte en ouderdom is hij sterk vermagerd en gekrompen. Destijds reisde hij uitgebreid door Rivierenland en keek graag naar het landschap.
Jaren geleden dwong Hoster zijn dochter Lysa om haar buitenechtelijke zwangerschap te beëindigen. Deze zwangerschap gebruikte hij wel als bewijs voor haar vruchtbaarheid bij het arrangeren van haar huwelijk met de kinderloze weduwnaar Jon Arryn. In ruil voor het huwelijk gaf hij de steun van Huis Tulling aan de coalitie van Huis Arryn, Huis Baratheon en Huis Stark. Uit de opmerkingen die Hoster op zijn sterfbed maakte lijkt dat hij de gedwongen abortus betreurde. Hij was overigens in delirium van pijn en zijn dochter Catelyn, die bij zijn dood aanwezig was, begreep de opmerkingen niet.

### Minissa Whent
Minisa Whent Tulling was de vrouw van Heer Hoster. Ten tijde van hun huwelijk was Huis Whent de sterkste vazal van huis Tulling. Zij gaf hem drie overlevende kinderen: twee dochters en een zoon. Twee andere zonen stierven kort na de geboorte. Minissa Whent stierf tijdens de bevalling van een andere (doodgeboren) zoon. Op dat moment waren haar kinderen nog erg jong.

### Catelyn

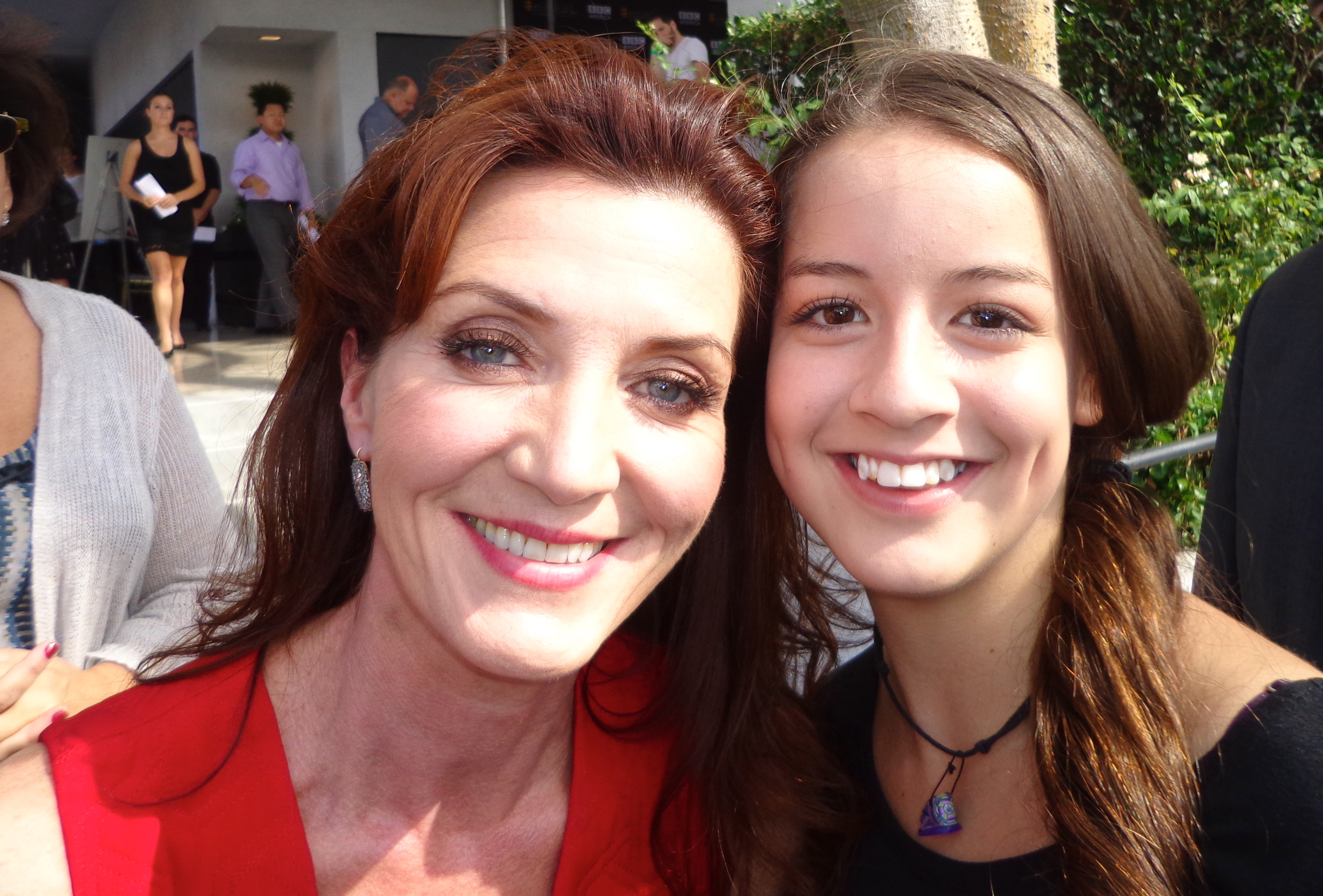
Michelle Fairley speelt Catelyn Tulling

Catelyn Tulling is het oudste kind van Hoster. Zij is de vrouw van Eddard Stark van Winterfell en moeder van hun vijf kinderen, Robb, Sansa, Arya, Bran, en Rickon.
Catelyn wordt gezien als een eerlijke vrouw. Zij stelt haar plichten en verantwoordelijkheid boven haar persoonlijke wensen. Haar familie komt bij haar op de eerste plek en ze is zeer devoot. Voor de bastaardzoon van haar man, Jon Sneeuw, voelt ze helemaal niks. Ze beschouwt hem als een mogelijke bedreiging voor haar eigen kinderen en heeft haar man nooit helemaal vergeven dat hij hem mee nam naar Winterfel. Oorspronkelijk was ze verloofd met Eddards oudere broer Brandon op wie ze erg verliefd was maar nadat hij vermoord werd door Aerys II, trouwde ze met Eddard. Hoewel ze Eddard eerst somber en koud vond was hun huwelijk een succes. Catelyn heeft kastanjebruin haar en blauwe ogen. Ze is erg mooi.
Catelyn was degene die Eddard overhaalde om de positie van Hand van Koning te accepteren. Na zijn vertrek naar Koningslanding werd Bran aangevallen door een moordenaar. Catelyn die een complot tegen huis Stark vermoedde besloot om haar man achterna te reizen om hem daarover te informeren. In Koningslanding ontmoette zij haar oude vriend Petyr Baelish. Petyr vertelde haar dat de dolk die bij de aanslag was gebruikt toe behoorde aan Tyrion Lannister. Op de terugreis ontmoette zij Tyrion en arresteerde hem ter plekke. Deze arrestatie was de aanleiding tot de daarop volgende burgeroorlog. Na haar terugkeer in Winterfel was Catelyn lange tijd de belangrijkste raadgever en diplomaat van haar zoon Robb en hielp hem in het leiden van de oorlog tegen King Joffrey. Zij bemiddelde in het verkrijgen van de steun van Huis Frey waartoe Robb en Arya met leden van Huis Frey zouden trouwen en reisde naar Renling en Stannis Baratheon die na de dood van hun broer Robert allebei de troon claimden, om met hen een bondgenootschap aan te gaan. Ze ontmoette tijdens deze reis Brienne van Tarth de lijfwacht van Renling, die na diens dood bij haar in dienst trad. Catelyn wordt zwaar beproefd, haar man wordt geëxecuteerd, haar jongere zonen vermoord terwijl haar dochters zich als gijzelaars aan het hof bevinden. Tijdens de oorlog heeft Robb Jaime Lannister gevangengenomen, maar wil hem niet ruilen tegen zijn zusters. Catelyn is het hier niet mee eens en bevrijdt hem, in de hoop dat de Lannisters haar dochters zullen laten gaan.
In de ogen van de vazallen van haar zoon pleegt ze hiermee verraad, maar omdat Robb zelf zijn belofte om met een Frey te trouwen breekt kunnen moeder en zoon elkaar weinig verwijten. Catelyn wantrouwt de Freys en de verzoeningspogingen die worden gedaan maar is toch aanwezig bij het huwelijk tussen haar broer Edmar en Roslin Frey dat het verbond moet herstellen. Onmiddellijk na het vertrekken van bruid en bruidegom beginnen de Freys en hun bondgenoten de Noorderlingen te vermoorden. Catelyn wordt krankzinnig als ze ziet hoe Robb wordt vermoord en wordt door de Freys gedood en op een vlot in de rivier gegooid. Na een paar dagen wordt ze gevonden door outlaws onder leiding van Beric Dondarion. Hij weet haar tot leven te wekken ten koste van zijn eigen leven. De uit de dood opgestane Catelyn wordt de nieuwe leider van de vogelvrijen maar is zeer anders dan tijdens haar leven. Zij is een genadeloos wezen, Vrouwe Steenhart genoemd, dat alleen nog bestaat voor wraak op de moordenaars van haar gezin.
Catelyn Stark Tulling wordt in de HBO-televisieserie Game of Thrones gespeeld door Michelle Fairley.

### Lysa

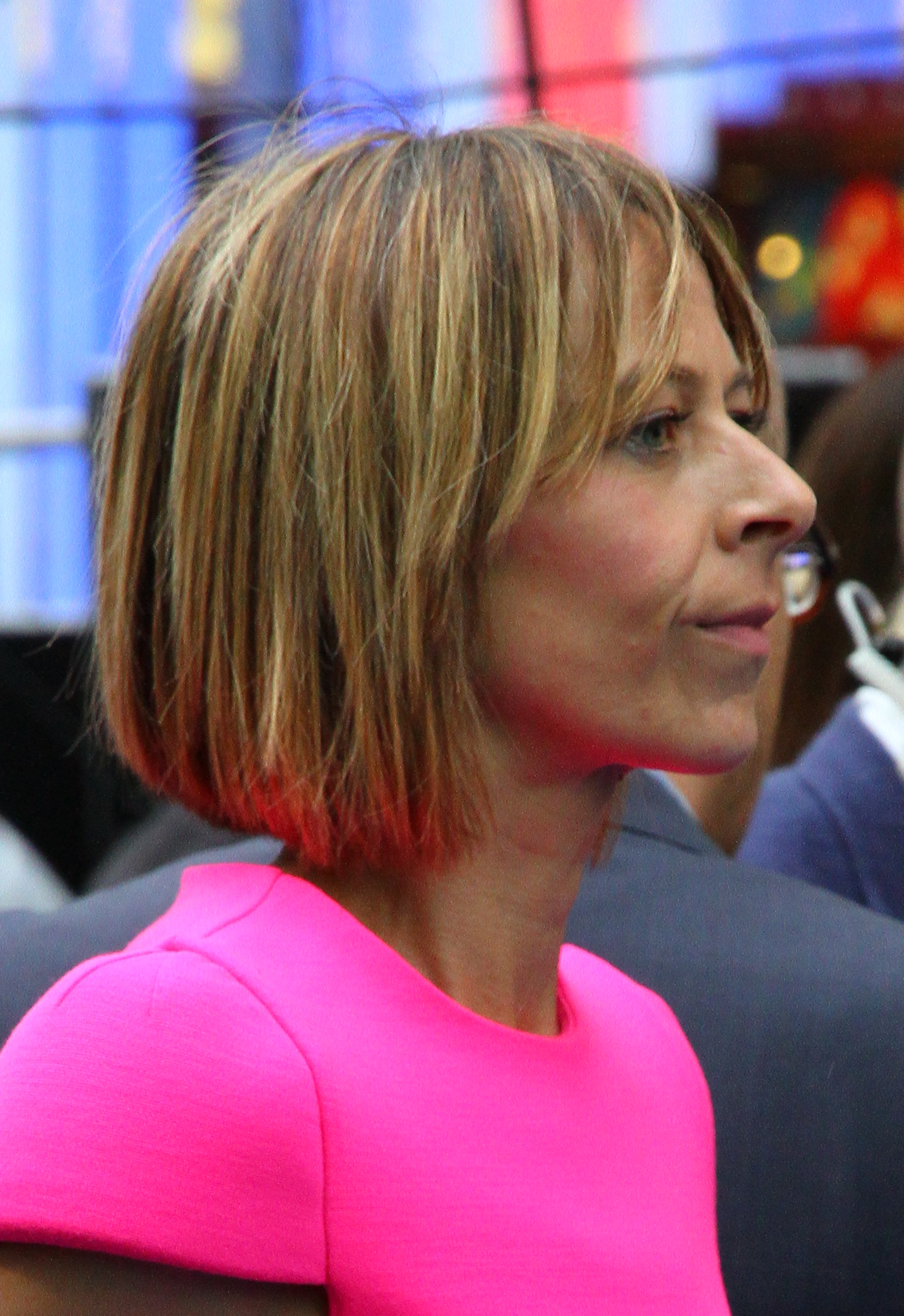
Kate Dickie speelt Lysa Arryn Tulling

Lysa Tulling is het tweede kind van Hoster. Zij is de weduwe van de onlangs overleden Jon Arryn en moeder van hun enige zoon, Robert Arryn. Een emotionele, onstabiele, droevige vrouw, Lysa was ongelukkig in haar huwelijk, dat gesloten werd omwille van een militaire alliantie. In haar jeugd was ze een slank, schuchter meisje, maar nu is ze dik en bleek. Na de dood van Jon Arryn, werd zij regentes over de Vallei voor haar zoon. Ze weigerde de vele huwelijkskandidaten.
Lysa was in het geheim verliefd op haar vaders page/pleegkind Petyr Baelish. Petyr stamt af van een onaanzienlijk huis en was eigenlijk verliefd op Lysa's zus Catelyn. Hij was daarom geen huwelijkskandidaat en werd weggestuurd nadat hij Lysa had ontmaagd. Hoster Tulling dwong Lysa om haar hierdoor veroorzaakte zwangerschap te aborteren, hoewel hij later het bestaan als bewijs van de vruchtbaarheid van Lysa gebruikte om haar huwelijk met Jon Arryn te arrangeren. Vele jaren later manipuleerde Baelish haar om Jon Arryn vergiftigen en haar zuster Catelyn vertellen dat de Lannisters verantwoordelijk waren voor zijn dood. Als regentes van de Vallei, handhaafde Lysa een strikte neutraliteit tijdens de burgeroorlog ondanks dat haar familie een van de strijdende partijen vormde en haar om steun vroegen. Haar vazallen die zich verbonden voelden met Huis Tulling en Huis Stark waren hiermee erg ontevreden maar schikten zich. Lysa was verantwoordelijk voor de berechting van de door haar zus gevangengenomen Tyrion Lannister, en stond hem een tweegevecht toe om zijn onschuld te bewijzen. Tyrions kampioen won dit en kon zo aan zijn gevangenschap ontkomen. Tegen het eind van de Oorlog van de Vijf Koningen was Petyr Baelish opgeklommen tot Heer van Rivierenland en deed Lysa een huwelijksaanzoek. Ze trouwden waarmee Petyr de sterke man in de Vallei werd. Hij liet zijn positie bekrachtigen en vermoordde Lysa kort daarop. Haar favoriete minstreel werd als zondebok gebruikt.
Lysa Arryn Tulling wordt in de HBO-televisieserie Game of Thrones gespeeld door Kate Dickie.

### Edmar
Edmar het derde kind, enige zoon en erfgenaam van Hoster, is een plichtsgetrouwe maar onbesuisde jonge man. Hij staat bekender om zijn grote hart dan om zijn hersens. Edmar doet veel moeite om zijn vaders respect te verdienen. Hij voelt zich zeer verantwoordelijk voor de gewone mensen en doet moeite hen te beschermen. Edmar is breed gebouwd en heeft een woeste rode baard.
Na het begin van de burgeroorlog werd Edmar verslagen en gevangengenomen door de Lannisters maar werd kort daarop bevrijd door Robb en zijn leger. Na de verheffing van Robb tot koning zwoer Edmar trouw aan hem en nam aan zijn krijgsplannen deel. Hij verdedigde met succes de doorwaadbare plekken van de Trident tegen de krachten van Tywin Lannister, maar voorkwam zo onbewust het het plan van Robb om Tywin aan de overkant van de rivier te isoleren van zijn bondgenoten. Om dit goed te maken gaat Edmar akkoord met een huwelijk met Roslin Frey, om de alliantie met Huis Frey te herstellen. Meteen nadat Edmar met zijn bruid de bruidskamer in zijn gegaan, beginnen de Boltons en de Freys een slachting onder de bruiloftsgasten. Dit vormt feitelijk het einde van de burgeroorlog. Edmar wordt gevangengenomen en met de dood bedreigd als zijn oom Brynden, die Stroomvliet bewaakt, zich niet overgeeft. Na onderhandelingen dwingt Edmar zijn oom om zich over te geven maar weet hem buiten het bereik van de belegerden te smokkelen. Hierna wordt hij meegevoerd naar de Rots van Casterling waar hij gevangen zal blijven. Zijn zwangere vrouw krijgt toestemming om zich bij hem te voegen.
Edmar Tulling wordt in de HBO-televisieserie Game of Thrones gespeeld door Tobias Menzies.

### Brynden

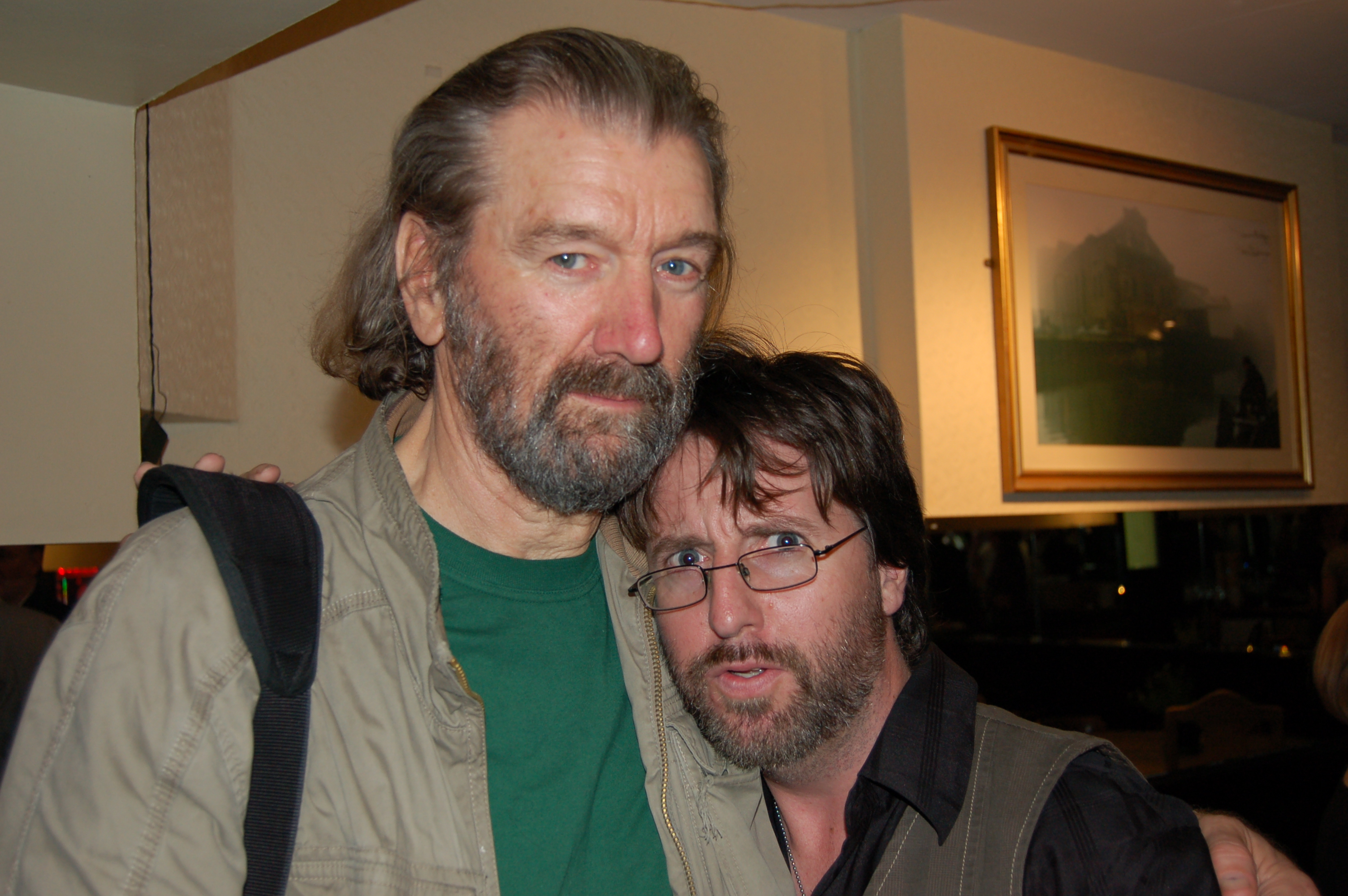
Clive Russell speelt Brynden Tulling

De jongere broer van Hoster, Brynden, is een groot ridder. Hij verwierf veel faam tijdens de Oorlog van de Negen Koningen. Zijn weigering om te trouwen veroorzaakte een breuk met zijn broer Hoster. Brynden is een ruw maar warm mens. Hij kreeg zijn bijnaam "Zwarte Vis" toen Hoster hem er van beschuldigde het Zwarte Schaap van de familie te zijn. Brynden wees erop dat het wapen van de Tullings een springende forel was en Zwarte Vis meer van toepassing was. Hoewel dit als grap is begonnen voert Brynden als banier nog steeds een zwarte springende forel op een rood-blauw veld als variant op het gewone Tulling wapen. Bij het vorderen in leeftijd is zijn kastanjebruine haar grijs geworden, maar verder is hij nog sterk en fit.
Brynden verliet de dienst van zijn nicht Lysa Arryn zodra Tywin Lannister de aanval op Rivierenland opende. Hij werd de belangrijkste oorlogsraadgever van zijn achterneef, Robb Stark, en heeft zich tijdens de oorlog van onschatbare waarde getoond voor de Stark–Tulling alliantie. Brynden werd beloond tot bevelhebber van de Zuidelijke Marken en werd bevolen om Stroomvliet te houden terwijl Robb met zijn krachten naar het noorden trok. Na de moordpartij en de dood van Robb tijdens het huwelijk van zijn neef Edmar, weigerde hij om Stroomvliet over te geven. Uiteindelijk dwong Edmar hem om Stroomvliet aan zijn nieuwe heersers over te geven, maar liet hem ongemerkt ontsnappen. Zijn huidige verblijfplaats is onbekend.
Brynden Tulling wordt in de HBO-televisieserie Game of Thrones gespeeld door Clive Russell.

## Vazallen
- Zwartwoud (Blackwood) van Ravenboom (Raventree Hall). Ooit tijdens de mythologische Heldenera waren de Zwartwouden koningen. Gedurende de laatste honderd jaar zijn ze verwikkeld in een vete met de Brackens. Tijdens geschillen kiezen de families vrijwel altijd verschillende kanten.
- Bracken van Steenhaag (Stone Hedge). Evenals hun vijanden de Zwartwouden waren de Brackens ooit koningen. De vete begon ooit toen een Bracken die de Brute werd genoemd de erfgenaam van huis Zwartwoud doodde tijdens een toernooi.
- Darry  van Darry. Tijdens Roberts Rebellie tegen de Aerys steunden zij opmerkelijk de Targaryens. Na afloop van de burgeroorlog stierf het huis min of meer uit. Kasteel Darry en zijn land zijn op koninklijk bevel toegewezen aan Lancel Lannister en zijn nieuwe vrouw, Amerei Frey, wiens moeder een Darry was.
- Frey van de Oversteek (Crossing). Zij leven in de Tweeling (the Twins).
- Mallister van Zeegaard (Seagard). Zeegaard werd gebouwd als defensie tegen IJzergeboren piraten. Het motto van Huis Mallister is: "Boven de Rest".
- Mooton  van Maidenpool.
- Piper  van Pinkmaiden.
- Ryger  van Wilgenwoud (Willow Wood).
- Kleinwoud (Smallwood) van Eikenburg (Acorn Hall).
- Huis Vance  bestaat uit twee takken:
  - Vance van Atranta.
  - Vance van Wayfarer's Rust.
- Whent  van Harrenhal. Net zoals alle huizen die Harrenhal hebben bezeten worden de Whents gevolgd door tegenslag. Hun aantal en invloed daalde sterk door de dood van een aantal Whents tijdens de oorlog van Roberts Rebellie (tegen Aerys II).